# Лейнер (Колорадо)
Лейнер (англ. Leyner) — переписна місцевість (CDP) в США, в окрузі Боулдер штату Колорадо. Населення — 40 осіб (2020).

## Географія
Лейнер розташований за координатами 40°3′8″ пн. ш. 105°6′30″ зх. д. / 40.05222° пн. ш. 105.10833° зх. д. (40.052111, -105.108292).  За даними Бюро перепису населення США в 2010 році переписна місцевість мала площу 0,47 км², з яких 0,37 км² — суходіл та 0,10 км² — водойми. В 2017 році площа становила 0,60 км², з яких 0,50 км² — суходіл та 0,11 км² — водойми.

## Демографія
Згідно з переписом 2010 року, у переписній місцевості мешкало 29 осіб у 12 домогосподарствах у складі 11 родини. Густота населення становила 62 особи/км².  Було 14 помешкання (30/км²).
Расовий склад населення:
| - 93,1 % — білих - 6,9 % — азіатів |

До двох чи більше рас належало 0,0 %. Частка іспаномовних становила 0,0 % від усіх жителів.
За віковим діапазоном населення розподілялося таким чином: 17,2 % — особи молодші 18 років, 51,8 % — особи у віці 18—64 років, 31,0 % — особи у віці 65 років та старші. Медіана віку мешканця становила 60,1 року. На 100 осіб жіночої статі у переписній місцевості припадало 107,1 чоловіків;  на 100 жінок у віці від 18 років та старших — 118,2 чоловіків також старших 18 років.
Цивільне працевлаштоване населення становило 30 осіб. Основні галузі зайнятості: роздрібна торгівля — 100,0 %.